# Johan Gabriel Oxenstierna (pięcioboista nowoczesny)
Johan Gabriel Oxenstierna (ur. 28 sierpnia 1899 w Sztokholmie, zm. 18 lipca 1995 w Täby) – szwedzki pięcioboista nowoczesny, mistrz olimpijski.
Życiowym sukcesem zakończył udział w igrzyskach olimpijskich w Los Angeles w 1932 r., kiedy to zdobył złoty medal.